# Svartbrynad stjärtmes
Svartbrynad stjärtmes (Aegithalos iouschistos) är en liten asiatisk tätting i familjen stjärtmesar med omstridd systematik.

## Utseende och läte
Svartbrynad stjärtmes är en typisk medlem av släktet, liten (11 cm) med lång, avsmalnande stjärt. Karakteristiskt är en bred svart ansiktsmask som når nacken, sotfärgad strupe samt rostbeige på centralt hjässband och kinderna. De olika underarterna skiljer sig åt, där fåglar i Himalaya är helt rostfärgade undertill, medan östligare är vita kring submustaschområdet och strupen åtskilt från den vitaktiga buken med ett svart bröstband. Lätena liknar rödhättad stjärtmes, en serie varierande toner som konstant yttras när fågeln rör sig i flock.

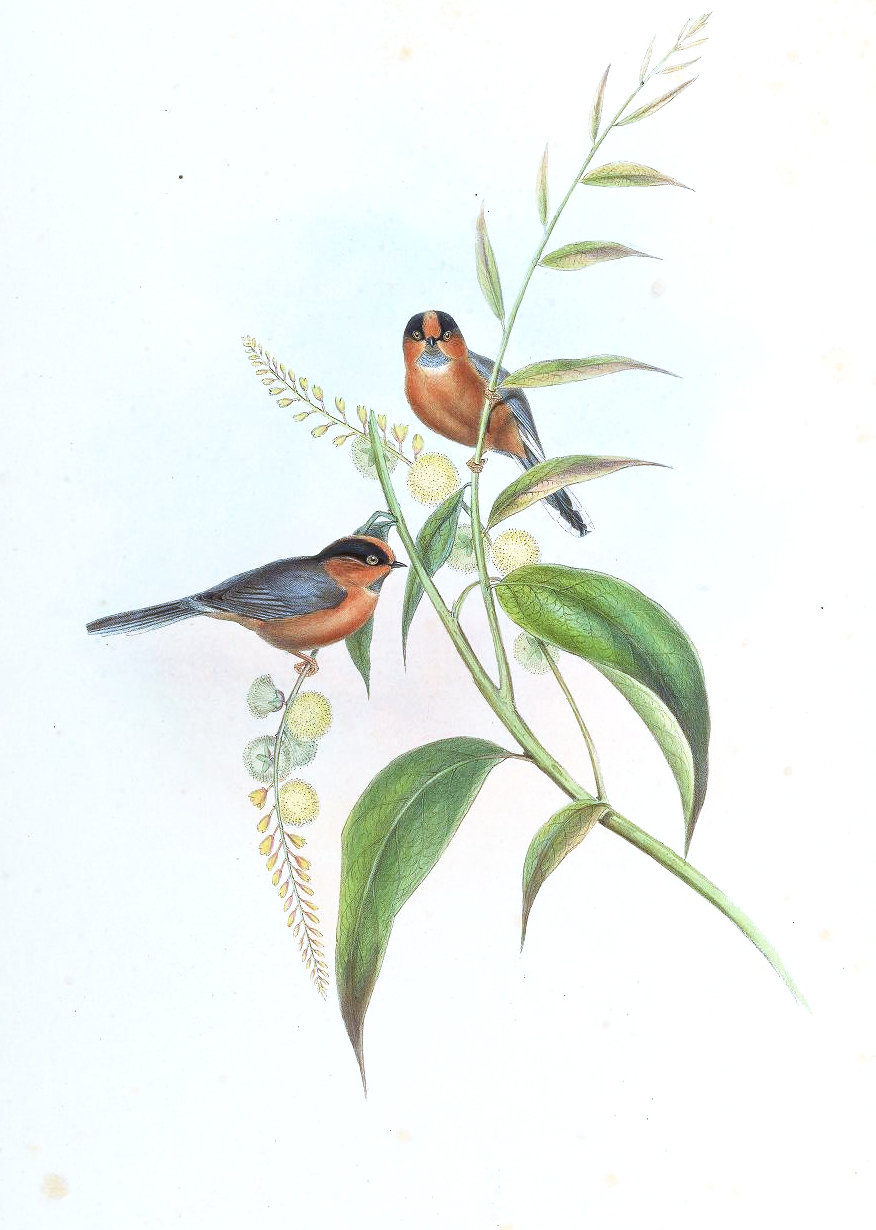

## Utbredning och systematik
Svartbrynad stjärtmes delas in i fyra underarter med följande utbredning:
- Aegithalos iouschistos iouschistos – Himalaya (Nepal till norra Indien och sydöstra Tibet)
- Aegithalos iouschistos bonvaloti – södra Kina (sydöstra Tibet till Sichuan och Yunnan) samt  nordöstra Myanmar
- Aegithalos iouschistos obscuratus – bergstrakter i västra Kina (Sungpan-regionen i nordöstra Sichuan)
- Aegithalos iouschistos sharpei – bergsskogar i sydvästra Myanmar (Mount Victoria)

TIdigare delades den upp i tre arter: "burmastjärtmes" (A. sharpei), "svartbrynad stjärtmes" (A. bonvaloti, inklusive obscuratus) och "roststjärtmes" (A. iouschistos i begränsad mening). Både utseendemässigt och genetiskt är dock skillnaderna små.

## Levnadssätt
Roststjärtmesen förekommer i skogskanter, gläntor och buskvegetation i och kring tempererad bergsskog. Den lever av insekter, inklusive deras larver och ägg, men även visst vegetabiliskt material. Fågeln födosöker i trädtaket likväl som i buskvegetationen. Vintertid ses den i flockar som bryts upp i par mellan mars och juli.

## Status och hot
IUCN bedömer hotstatus för nominatformen och övriga underarter var för sig, båda grupper som livskraftiga. Världspopulationen har inte uppskattats men den beskrivs som vanlig i Himalaya.